# Alexis Miellet
Alexis Miellet, né le 5 mai 1995 à Dijon, est un athlète français spécialiste des courses de demi-fond. Il est champion d'Europe du 3 000 m steeple à Rome en 2024.

## Biographie
Alexis Miellet, athlète d'1,83 m et de 68 kilos, fait partie de l'équipe de France junior médaillée d'or en cross par équipes aux championnats d'Europe de cross-country 2013 à Belgrade. Il fait également partie de l'équipe espoir, médaillée d'or par équipes aux championnats d'Europe de cross-country 2017. En 2018 et 2019, il remporte avec l'équipe de France de relais mixte les médailles d'argent et de bronze aux championnats d'Europe de cross-country. 
Il décroche la médaille d'argent du 1 500 m à l'Universiade d'été de 2017 à Taipei. 
Après avoir obtenu 4 titres de champion de France dans les catégories jeunes, il franchit le cap en 2018 en obtenant son premier titre de champion de France dans la catégorie élite. Il récidive en 2019 et 2020 en conservant son titre.
En 2019, il bat son record personnel sur 1 500 m en 3 min 34 s 23 et sur 800 m en 1 min 45 s 88, lui permettant de participer aux championnats du monde début octobre. À Doha, il se hisse en demi-finale.
Il est médaillé d'argent du relais mixte aux championnats d'Europe de cross-country 2021 à Dublin. Il participe au 1 500 m des Jeux olympiques de Tokyo, s'inclinant dès les séries.
En 2022, il devient champion de France de cross court aux Mureaux. Le 26 juin 2022, à Caen, il est vice-champion de France du 1 500 m.
Le 26 mars 2023 à Houilles, il prend la 3e place lors des championnats de France du 10 kilomètres derrière Félix Bour et Valentin Gondouin. Il remporte les championnats de France du 5 kilomètres à Saint-Omer.
Alexis Miellet remporte le relais mixte des Championnats d'Europe de cross-country 2023 à Bruxelles avec Bérénice Cleyet-Merle, Antoine Senard et Sarah Madeleine, puis remporte aux championnats d'Europe d'athlétisme 2024 à Rome le 3000 steeple, réalisant un doublé avec Djilali Bedrani qui remporte l'argent.

## Palmarès

### International
| Date | Compétition                            | Lieu      | Résultat | Épreuve         | Temps         |
| ---- | -------------------------------------- | --------- | -------- | --------------- | ------------- |
| 2014 | Championnats du monde juniors          | Eugene    | 8e       | 1 500 m         | 3 min 45 s 28 |
| 2017 | Universiades d'été                     | Taipei    | 2e       | 1 500 m         | 3 min 43 s 91 |
| 2021 | Championnats d'Europe de cross-country | Dublin    | 2e       | Relais mixte    | 18 min 5 s    |
| 2023 | Championnats d'Europe de cross-country | Bruxelles | 1er      | Relais mixte    | 19 min 44 s   |
| 2024 | Championnats d'Europe                  | Rome      | 1er      | 3 000 m steeple | 8 min 14 s 01 |
| 2024 | Championnats d'Europe de cross-country | Antalya   | 22e      | Senior          | 23 min 4 s    |
| 2024 | Championnats d'Europe de cross-country | Antalya   | 4e       | par équipe      |               |

### National
- Championnats de France d'athlétisme :
  - vainqueur du 1 500 m en 2018, 2019 et 2020
  - deuxième du 1 500 m en 2022
- Championnats de France de cross-country :
  - vainqueur en 2022
  - deuxième du cross court en 2019 et 2021
- Championnats de France du 10 kilomètres :
  - 3e en 2023
- Championnats de France du 5 kilomètres :
  - vainqueur en 2023